# Muhu
Muhu (dawniej z niem. Moon) – wyspa na Morzu Bałtyckim należąca do Estonii, o powierzchni 204,86 km², wchodząca w skład Archipelagu Zachodnioestońskiego. Razem z wysepkami Kesselaid, Viirelaid i Suurelaid tworzy gminę Muhu. Trzecia pod względem wielkości wyspa Estonii, zaraz po Saremie i Hiumie. Od kontynentu oddzielona cieśniną Muhu Väin (daw. Moonsund). Z Saremą połączona jest groblą.
Archeologiczne znaleziska z cmentarzysk i kurhanów datowane na 2500 rok p.n.e. świadczą o bogatej przeszłości wyspy. Od XIII wieku w posiadaniu Zakonu kawalerów mieczowych. Z tamtego okresu pochodzi kościół św. Katarzyny w miejscowości Liiva. W pobliskiej Hellamaa znajduje się cerkiew (liczna mniejszość prawosławna na wyspie). W Koguvie (zachodnia część wyspy) zlokalizowano skansen etnograficzny z ponad setką budynków. Nieopodal skansenu w Linnuse istnieje jedyny ciągle działający wiatrak w całej Estonii.
W 1959 roku w północnej części wyspy Muhu utworzono rezerwat krajobrazowy Üügu w celu ochrony klifu Üügu, położonych poniżej niego źródliskowych torfowisk oraz niektórych rzadkich gatunków roślin.
Jedynym portem wyspy jest Kuivastu, utrzymujący połączenia z Virtsu (około 10 na dobę).